# Влангали, Александр Георгиевич
Александр Георгиевич (Егорович) Влангали (1823 — 1 апреля 1908, Сан-Ремо, Лигурия) — русский горный инженер, географ-первопроходец, геологоразведчик, историк-экономист, дипломат (посланник в Китае и в Италии), товарищ министра иностранных дел, член Государственного совета. Действительный тайный советник (1896).

## Биография
Этнический грек; сын дворянина Санкт-Петербургской губернии, дипломата и востоковеда Г. М. Влангали. Родился в 1823 году.
Учился в Институте Корпуса горных инженеров.

### Служба в Корпусе горных инженеров
В службу вступил 28 мая 1843 года со званием прапорщика, с оставлением при институте для продолжения образования. С 1844 года — подпоручик.
В 1845 году окончил обучение и был направлен на Алтайские заводы в чине поручика. Занимался поиском серебряных руд (1846), преподавал на Горном отделении Барнаульского училища.
В 1849—1851 годах совершил путешествие в Джунгарский Алатау, составил краткий физико-географический очерк Семиречья и Джунгарского Алатау, собрал подробные сведения о характере долин семи рек — Аягуз, Лепсы, Каратал, Или, Аксу, Биен, Коксу. При описании экспедиции впервые ввёл в научный оборот термин «Семиречье». Таким образом, он стал крупнейшим географом региона в промежуток времени между путешествиями Я. В. Ханыкова и Н. М. Пржевальского. С 1850 года — штабс-капитан и пристав алтайских Петровского и Карамышевского рудников.
В 1851 году был зачислен по главному управлению Корпуса горных инженеров. С 1852 года — старший адъютант Корпуса горных инженеров и смотритель Главной физической обсерватории в Санкт-Петербурге. В 1854 году был произведён в капитаны.

### Участие вКрымской войне
В 1855 году был прикомандирован к штабу главнокомандующего Южной армией и военно-сухопутными и морскими силами в Крыму. В июне-августе находился на позициях при Инкермане, состоял при управлении генерал-квартирмейстера в должности старшего адъютанта для занятий по инженерной и артиллерийской частям; 16 августа 1855 года участвовал в сражении на Чёрной речке.
В августе 1856 года командирован в Севастополь в распоряжение Э. И. Тотлебена и служил старшим инженерным офицером на Корниловском бастионе на Малаховом кургане, где руководил оборонными работами. Участвовал в отражении штурма и оставлении Севастополя. Награждён орденом Святого Станислава 2-й степени с мечами.
В 1856 году разведывал железные руды в Олонецком горном округе.
С августа 1856 года поступил в распоряжении Новороссийского и Бессарабского генерал-губернатора.

### Дипломатическая деятельность
В 1858—1859 годах — находился с особым поручением в Черногории. С 1858 года — подполковник.
С 1860 года — генеральный консул в Сербии. В 1862 году произведён в полковники.
С 1863 года по 1869 год и с 1870 год по 1873 год — чрезвычайный посланник и полномочный министр в Китае. В это время он, кроме выполнения непосредственных обязанностей в конфликтных условиях между державами, он помогал путешественнику Н. М. Пржевальскому, вместе с младшим коллегой Е. К. Бюцовым собрал значительную китайскую коллекцию, ныне представленную в Эрмитаже. С 1865 года — генерал-майор.
В 1873 году уволен с действительной военной службы с мундиром.
С 1882 года — тайный советник и по 1891 год был товарищем Министра иностранных дел.
С 1889 года — статс-секретарь Его Величества
С 1891 года по 1897 год — Чрезвычайный и полномочный посол в Риме (Итальянское королевство). С 1896 года — действительный тайный советник.
С 1897 года — член Государственного совета Российской империи.
Умер 19 марта (1 апреля) 1908 года. Похоронен в Италии, в Сан-Ремо, на историческом кладбище Фоче (итал. Cimitero monumentale della Foce).

## Членство в научных обществах
С 1866 года — действительный член Сибирского отделения Русского географического общества, а с апреля 1883 года — член Русского географического общества.

## Награды
- Алмазные знаки к ордену Святого Александра Невского (1902)
- Орден Святого Александра Невского (1892)
- Орден Белого орла (1886)
- Орден Святого Владимира 2-й степени (1883)
- Орден Святой Анны 1-й степени (1871)
- Орден Святого Станислава 1-й степени с мечами (1869)
- Орден Святого Владимира 3-й степени (1867)
- Орден Святого Владимира 4-й степени (1860)
- Императорская корона к ордену Святого Станислава 2-й степени с мечами (1858)
- Орден Святого Станислава 2-й степени с мечами (1855)

Иностранных государств
- Большой крест ордена Изабеллы Католички (Испания, 1868)
- Большой крест ордена Святых Маврикия и Лазаря (Италия, 1897)
- Большой крест ордена Короны Италии (Италия, 1872)
- Орден Князя Даниила I 1 степени (Черногория, 1882)
- Орден Святого Александра I степени (Болгария, 1883)
- Большой крест ордена Филиппа Великодушного (Гессен-Дармштадт, 1884)
- Большой крест ордена Розы (Бразилия, 1884)
- Орден Меджидие 1-й степени (Турция, 1884)
- Большой крест ордена Карлоса III (Испания, 1885)
- Большой крест ордена Данеброга (Дания, 1886)
- Большой крест ордена Святого Михаила (Бавария, 1886)
- Большой крест ордена Спасителя (Греция, 1887)
- Большой крест ордена Непорочного зачатия Девы Марии Вилла-Викозской (Португалия, 1888)
- Большой крест ордена Красного орла (Пруссия, 1888)
- Большой крест ордена Такова (Сербия, 1891)
- Орден князя Даниила I 2-й степени (Черногория, 1859)
- Великий офицер ордена Почётного легиона (Франция, 1887)
- Кавалер ордена Почётного легиона (Франция, 1859)